# Solseifen
Solseifen ist ein Ortsteil von Morsbach im Oberbergischen Kreis im südlichen Nordrhein-Westfalen innerhalb des Regierungsbezirks Köln.

## Lage und Beschreibung
In ländlicher, waldreicher Umgebung liegt Solseifen am südlichsten Zipfel des Oberbergischen Kreises. Die Städte Gummersbach (38 km), Siegen (35 km) sowie Köln (75 km) sind in wenigen Autominuten zu erreichen.
Benachbarte Ortsteile sind Hahn im Norden, Rossenbach im Nordosten, Niederzielenbach im Süden, und Wallerhausen im Westen. 

## Geschichte
1715 wurde der Ort das erste Mal urkundlich erwähnt. Die Schreibweise der Erstnennung war Solseifen.